# (34956) 1327 T-2
1327 T-2 (asteroide 34956) é um asteroide da cintura principal. Possui uma excentricidade de 0.25445310 e uma inclinação de 0.70101º.
Este asteroide foi descoberto no dia 29 de setembro de 1973 por Cornelis Johannes van Houten e Ingrid van Houten-Groeneveld e Tom Gehrels em Palomar.